# Bombylius elongatus
Bombylius elongatus är en tvåvingeart som beskrevs av Rossi 1794. Bombylius elongatus ingår i släktet Bombylius och familjen svävflugor.
Artens utbredningsområde är Italien. Inga underarter finns listade i Catalogue of Life.